# Alfonso Maribona
Alfonso González Rodríguez de Maribona es un director de orquesta, pianista, compositor, y arreglista español.

## Biografía
Nacido en Bilbao, finalizó su carrera de piano y música de cámara en el Real Conservatorio Superior de Música de Madrid obteniendo el Primer Premio Fin de Carrera Superior por unanimidad.
En 1982 obtuvo el Segundo Premio en el Concurso Nacional de Piano. En 1985 fue galardonado con el Primer Premio de este Concurso. En 1991 obtuvo el Primer Premio en el Concurso Nacional de Música de Cámara "Ciudad de Manresa", y ese mismo año ganó, por unanimidad del jurado, el Primer Premio del Concurso Nacional de Música de Cámara de Juventudes Musicales de España.
Basado en una sólida formación académica teórica y en una gran experiencia como músico solista y de orquesta, ha mantenido un constante trabajo de investigación y análisis del repertorio y de la técnica de dirección de orquesta y banda a lo largo de toda su vida profesional realizando sus estudios de Análisis, Musicología, y Dirección de Orquesta, Banda Sinfónica, y Coro con Maestros de reconocido prestigio internacional.
Tras participar con gran éxito en dos consecutivos Cursos Internacionales de la Universidad Internacional Menéndez Pelayo de Santander, debuta en la Sociedad Filarmónica de Bilbao en 1982. Posteriormente se traslada a Viena donde amplía sus estudios musicales en la University of Music and Performing Arts, Vienna. Desde entonces su carrera como solista ha discurrido paralela a su colaboración con muchas de las más importantes orquestas europeas como la Orquesta Nacional de España, Berlin Philharmonic/Deutsche Oper Berlin, Orquesta de Extremadura, Orquesta y Joven Orquesta de la Comunidad de Madrid, JONDE, Orquesta Sinfónica de Madrid, European Youth Orchestra, Orquesta Escuela del Teatro Real de Madrid, Coro Euskeria, Orquesta Excelentia, Bilbao Orkestra Sinfonikoa, Orquesta Sinfónica de Oporto, Orquesta Sinfónica de Galicia, Orquesta Académica de la Universidad de Zaragoza, Filarmónica Beethoven, Banda de la Aviación de Las Palmas de Gran Canaria, Orquesta JMJ, Coro de la Universidad Carlos III, Ensemble Madrid, Primitiva de Rafelbunyol, Sociedad Coral de Bilbao, Banda Sinfónica Municipal de Madrid, Firgas Ensemble, Los Gofiones, Joven Orquesta Nacional de Holanda, Grupo Pro-Cámara, Trío de Madrid, Trío de la BOS, Orquesta de Cámara Española, George Enescu Philharmonic Orchestra de Bucarest, Coral Kantorei, Orquesta Filarmónica de Brasov, Transylvania State Philharmonic Orchestra de Cluj-Napoca, Orquesta de Cámara de Macedonia del Norte, RTVE Symphony Orchestra y Coro, entre otras.
Además de haber ofrecido conciertos en la práctica totalidad de las capitales españolas, su actividad como solista, arreglista, e improvisador se ha extendido a recitales y grabaciones realizando giras que le han llevado a países como Alemania, Inglaterra, Italia, Rumania, Austria, Montenegro, Serbia, Macedonia del Norte, Irlanda, Francia, Colombia, Estados Unidos, o Japón.
Ha sido invitado como solista y colaborador en numerosos Festivales y Congresos Internacionales de Música, actuando, dirigiendo, estrenando, y grabando en muchos de los más importantes Teatros y Salas de Conciertos del panorama internacional. Ha efectuado registros de los más variados estilos para RTVE, Antena 3, Radio Nacional de España, Portland Recording Studio, Mark Custom Recording Service, Euskal Telebista, Radio Televisión Canaria, TV3 de Cataluña, Romanian Radio Broadcasting Company, Radiotelevisión Italiana, Radiotelevisión de Macedonia del Norte, Radio Nacional de la República Checa, Radio Television of Serbia, y las más relevantes emisoras de Irlanda, Colombia, y Japón.
Es invitado frecuentemente a impartir clases magistrales y a presidir o formar parte del jurado de relevantes concursos musicales.
La crítica ha sido siempre unánime respecto a la excelencia artística de sus interpretaciones.
Durante dos años ha sido director titular de la banda municipal de música de Las Palmas de Gran Canaria. En 2013 recoge, en nombre de la BMLP, la Medalla de Oro de la ciudad de Las Palmas de Gran Canaria y la Medalla de Plata de la Policía. Su proyecto de modernización y excelencia conduce a la citada Banda a cerrar con broche de oro el 2014 Chicago Midwest Clinic.
En 2016 ha dirigido la Excellentia Pops Symphony, la Orquesta Sinfónica de España, y la Chamber Orchestra of New York en el Auditorio Nacional de Música de Madrid, Palau de la Música de Valencia, y Sala Mozart del auditorio de Zaragoza obteniendo gran éxito de público y crítica. En octubre de 2016 dirige en Zaragoza inaugurando los conciertos sinfónicos de las Fiestas del Pilar.
Actualmente compagina su actividad como Director y Concertista de piano con la docencia. Es Profesor Superior de Música y Artes Escénicas en el  Real Conservatorio Superior de Música de Madrid y profesor de Práctica Orquestal en la Universidad Alfonso X El Sabio.